# Network News Transfer Protocol
Network News Transfer Protocol (NNTP) is het protocol dat gebruikt wordt voor de verspreiding van berichten in Usenet-nieuwsgroepen via nieuwsservers. Daartoe wordt gebruikgemaakt van het TCP/IP-protocol, dat ook door het wereldwijde web wordt gebruikt. Berichten worden met NNTP verstuurd als 7 bits tekenreeksen ASCII-kanalen. Tegenwoordig wordt er ook als 8 bits verstuurd.
Om dit alles in goede banen te leiden, wordt er gebruikgemaakt van het Network News Transfer Protocol. Er zijn 2 varianten van het NNTP-protocol. De eerste variant beschrijft hoe de verschillende servers boodschappen uitwisselen, de tweede hoe de communicatie tussen een server en een client gebeurt.